# Diócesis de Floriano
La diócesis de Floriano (en latín: Dioecesis Florianensis y en portugués: Diocese de Floriano) es una circunscripción eclesiástica de la Iglesia católica en Brasil. Se trata de una diócesis latina, sufragánea de la arquidiócesis de Teresina. Desde el 29 de marzo de 2017 su obispo es Edivalter Andrade.

## Territorio y organización
La diócesis tiene 48 559 km² y extiende su jurisdicción sobre los fieles católicos de rito latino residentes en 23 municipios del estado de Piauí: Antônio Almeida, Baixa Grande do Ribeiro, Bertolínia, Canavieira, Colônia do Gurguéia, Eliseu Martins, Flores do Piauí, Floriano, Guadalupe, Itaueira, Jerumenha, Landri Sales, Manoel Emídio, Marcos Parente, Nazaré do Piauí, Pavussu, Porto Alegre do Piauí, Ribeiro Gonçalves, Rio Grande do Piauí, São Francisco do Piauí, São José do Peixe, Sebastião Leal y Uruçuí.
La sede de la diócesis se encuentra en la ciudad de Floriano, en donde se halla la Catedral de San Pedro de Alcántara.
En 2021 en la diócesis existían 29 parroquias.

## Historia
La diócesis fue erigida el 27 de febrero de 2008 con la bula Brasiliensium fidelium del papa Benedicto XVI, tras la división de la diócesis de Oeiras-Floriano, de la que también se originó la diócesis de Oeiras.

## Estadísticas
Según el Anuario Pontificio 2022 la diócesis tenía a fines de 2021 un total de 164 440 fieles bautizados.
| Año                                                                             | Población            | Población | Población      | Sacerdotes | Sacerdotes    | Sacerdotes    | Bautizados por sacerdote | Diáconos permanentes | Religiosos | Religiosos | Parroquias |
| Año                                                                             | Bautizados católicos | Total     | % de católicos | Total      | Clero secular | Clero regular | Bautizados por sacerdote | Diáconos permanentes | Varones    | Mujeres    | Parroquias |
| ------------------------------------------------------------------------------- | -------------------- | --------- | -------------- | ---------- | ------------- | ------------- | ------------------------ | -------------------- | ---------- | ---------- | ---------- |
| 2008                                                                            | 173 799              | 193 111   | 89.9           | 29         | 13            | 16            | 5993                     |                      | 16         | 35         | 12         |
| 2013                                                                            | 160 800              | 201 000   | 80.0           | 24         | 12            | 12            | 6700                     |                      | 12         | 21         | 29         |
| 2016                                                                            | 164 700              | 205 700   | 80.1           | 25         | 16            | 9             | 6588                     |                      | 9          | 18         | 29         |
| 2019                                                                            | 163 000              | 204 000   | 79.9           | 26         | 17            | 9             | 6269                     |                      | 9          | 14         | 29         |
| 2021                                                                            | 164 440              | 206 110   | 79.8           | 28         | 19            | 9             | 5872                     |                      | 9          | 22         | 29         |
| Fuente: Catholic-Hierarchy, que a su vez toma los datos del Anuario Pontificio. |                      |           |                |            |               |               |                          |                      |            |            |            |

## Episcopologio
- Augusto Alves da Rocha (27 de febrero de 2008-17 de marzo de 2010 retirado)
- Valdemir Ferreira dos Santos (17 de marzo de 2010-4 de mayo de 2016 nombrado obispo de Amargosa)
- Edivalter Andrade, desde el 29 de marzo de 2017